# Уака (префектура)
Уака — одна з 14 префектур Центральноафриканської Республіки. 
Через територію префектури протікає річка Уака, права притока Убанги, що дала назву цій провінції. На річці Уака знаходиться адміністративний центр префектури Бамбарі.